# Francisco de Borbón y de la Torre
Francisco de Paula de Borbón y de la Torre (Madrid, 16 de enero de 1882 - Íbid., 6 de diciembre de 1952) fue un aristócrata y militar español, que participó en la guerra civil española. Fue Duque de Sevilla consorte, primo segundo del rey Alfonso XIII y miembro de una familia de tradición militar, su padre Francisco de Paula de Borbón y Castellví fue general de división y su hermano José María de Borbón y de la Torre teniente coronel de aviación.

## Biografía

### De la Monarquía a la República
El 21 de agosto de 1907 contrajo matrimonio con Enriqueta de Borbón y Parade, IV duquesa de Sevilla. Era primo de Alfonso XIII y guardaba un gran parecido físico con éste. Tras la proclamación de la Segunda República Española permaneció en España, aun con abierta hostilidad al nuevo régimen: Fue por ello uno de los pocos oficiales que participaron en La Sanjurjada, el fallido golpe de Estado ocurrido el 10 de agosto bajo el liderazgo del General Sanjurjo. Tras esto, partió al exilio al igual que otros miembros de la familia real.

### Guerra civil española y franquismo
Tras el golpe de Estado de julio de 1936 regresa a España y se integra en el Ejército franquista como coronel de Infantería y con el mando del Regimiento de Infantería "Pavía" n.º 7 y de la Comandancia militar del Campo de Gibraltar. Pronto es consciente de debilidad de las milicias republicanas en la zona y el 17 de enero de 1937 inicia una pequeña ofensiva en la zona, llegando hasta Marbella. Los milicianos de este sector están desorganizados y escasamente armados, por lo que apenas presentan oposición. El 3 de febrero comenzó la ofensiva de Málaga, con una ruptura en el sector de Ronda y llevada a cabo por varios batallones a las órdenes del duque de Sevilla, aunque esta vez encontró una fuerte resistencia de los milicianos. El 8 de febrero entró con sus tropas en Málaga, tras lo cual vino la huida de un gran número de civiles por la Carretera de Almería.
El 14 de mayo de 1938 fue ascendido a general de brigada. Al final de la contienda era comandante en jefe del Cuerpo de Ejército de Córdoba, operando en la zona de Peñarroya-Pozoblanco al norte de la provincia de Córdoba.
Después de la contienda cesó al mando del Cuerpo de Ejército y el 29 de agosto de 1939 fue nombrado comandante en jefe de la 11.ª División.

### Tribunal Especial para la Represión de la Masonería y del Comunismo
El 4 de junio de 1940 fue nombrado vocal del nuevo Tribunal Especial para la Represión de la Masonería y el Comunismo. Con él, formaban parte del tribunal su presidente, Marcelino Ulibarri Eguilaz, y los vocales Juan Granel Pascual, consejero nacional de Falange Española Tradicionalista y de las JONS; Isaías Sánchez Tejerina, letrado, y Antonio Luna García, letrado.
Tiempo después fue nombrado capitán general de la VII Región Militar con sede en Valladolid. En 1943 fue expedientado y separado del Ejército bajo la acusación de tráfico ilegal de alimentos. El historiador Paul Preston apunta que las verdaderas razones de este castigo no obedecieron a las acusaciones de corrupción, sino más bien a sus reconocidas actividades promonárquicas. En este sentido, Preston destaca el hecho de que su nombre apareció en una lista confeccionada por espías nazis y en la que aparecían militares o personalidades que pudieran ser útiles para un complot contra Franco y su posterior sustitución por Juan de Borbón. A pesar de este castigo, ello no le impidió que el 8 de febrero de 1946 fuera ascendido al grado de teniente general.

## Condecoraciones
- Caballero gran cruz de la Orden de San Hermenegildo (30 de julio de 1940).[12]
- Gran Cruz del Mérito Militar con distintivo blanco (29 de septiembre de 1943).[13]